# George Mallory

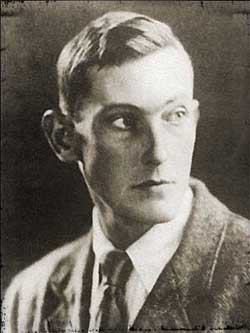
George Mallory

George Herbert Leigh Mallory, född 18 juni 1886 i Mobberley, Cheshire, död 8 eller 9 juni 1924 på Mount Everest, var en brittisk bergsbestigare. 
Mallory deltog i samtliga tre brittiska pionjärexpeditioner till Mount Everest. Under hans tredje försök att nå toppen 1924 försvann han och hans kamrat Andrew Irvine. Mallorys kropp hittades 1 maj 1999 av Eric Simonsons och Jochen Hemmlebs expedition. Än idag diskuteras om Irvine och Mallory kunde ha nått toppen. Vissa av de fynd som gjordes i samband med att Mallorys kropp hittades, bland annat stället kroppen hittades på och det faktum att han inte hade fotot av sin familj på sig (vilket han alltid hade) som han skulle lämna på Everests topp den dag han besteg det, stödjer teorin om att han skulle ha nått toppen. Deras kamera, som skulle kunnat ge beviset om det funnits foton av dem på toppen, hittades inte.
1979 rapporterade en kinesisk klättrare, Wang Hungbao, till en Japansk expedition att han under en klättring 1975 hade upptäckt liket efter en engelsman på 8100m höjd. Wang omkom i en lavin dagen efter denna rapport så några noggrannare uppgifter om positionen framkom aldrig.
2001 påstod en annan kinesisk klättrare, Xu Jing att han sett Andrew Irvines kropp på 8300 meters höjd, under en klättring 1960. Xu Jing ändrade sig sedan och påstod att kroppen nu låg mellan det första och andra "steget" på en höjd av 8550 meter. Till sist ändrade Xu Jing sig igen och sade att kroppen låg uppe på den norra kammen. Xu Jing påstod att kroppen låg på rygg med fötterna uppåt, händerna och ansiktet var svart av förfrysning. Detta bevisar att han ej kunnat missta Irvines kropp för Mallorys, då Mallory låg på mage med fötterna neråt. Frostskadorna visar att Andrew har kämpat vidare genom natten och då hunnit förfrysa sig till skillnad från Mallory som förmodligen dog innan att ha hunnit bli exponerad av den låga temperaturen.
Enligt en ny undersökning utförd av ett forskarlag från Kanada, som publicerades i augusti 2010, är det ytterst osannolikt att Mallory och Irvine nådde toppen på världens högsta berg. Forskarna undersökte väderdata från den aktuella tidpunkten i juni 1924 och den svåra snöstorm som hade dragit in över området. Under de rådande omständigheterna hävdar forskarna att det var nästan omöjligt att överleva och än mindre nå Mount Everests topp, 8 848 meter över havet. Man påpekade även att en liknande storm i maj 1996 dödade åtta bergsbestigare som försökte bestiga Mount Everest.

## Eftermäle
Asteroiden 6824 Mallory är uppkallad efter George Mallory.